# Ротор (Волгоград)
«Ротор» (рос. Ротор) — російський футбольний клуб з міста Волгоград. Виступає у Першості футбольної національної ліги, домашні матчі проводить на Волгоград-Арені, що здатна вмістити понад 45 тисяч осіб.

## Досягнення
- Вища Ліга:
  -  Друге місце (2): 1993, 1997
  -  Третє місце (1): 1996
- Другий дивізіон (зона Південь):
  -  Чемпіон (2): 2011/12, 2016/17
- Кубок Росії:
  -  Фіналіст (1): 1995